# Казань (аэростанция)
Аэростанция Казань имени Н. М. Бычкова — первый гражданский аэропорт Казани, существовавший в 1924—1931 годах.

## Территориальное расположение
Аэростанция Казань находилась к югу от города, на плоской возвышенности, где сейчас расположен микрорайон Танкодром (в районе нынешних улиц Комарова и Карбышева). В 1920-е годы её также называли аэродромом Горки или аэродромом близ деревни Горки, поскольку эта деревня располагалась на расстоянии не более 1 км по прямой к юго-западу от лётного поля.

## История

### Создание Авиабазы Татарской АССР (Татавиабазы)
В 1920 году руководство только что созданной Автономной Татарской Социалистической Советской Республики изъявило желание иметь в Казани авиачасть (авиабазу) для обслуживания гражданских нужд. 
В марте 1922 года авиабаза была создана распоряжением Главного управления Рабоче-Крестьянского Красного Воздушного флота (Главвоздухфлот) на основе расформированного 16-го авиаотряда, командиром которого был красвоенлёт Румянцев. Сохранившийся с Гражданской войны самолётный парк авиаотряда, находившийся на аэродроме на Арском поле, в районе рощи «Русская Швейцария», перешёл в распоряжение Совета Народных Комиссаров Татарской АССР (СНК ТАССР) и был передан на баланс создающейся авиабазы. Её начальником был назначен красвоенлёт И. А. Дудалев, механиком — Евгений Демидов.     
К началу 1923 года самолётный парк авиабазы располагался на трёх аэродромах или, как тогда называли — авиаполях (аэрополях): на некоем «ближнем авиаполе», на Арском поле у «Русской Швейцарии» и на возвышенности около деревни Горки. Но в отношении численности самолётов и их типов существуют расхождения. 
Например, по состоянию на 10 января 1923 года, в регистрационной книге имущества Татавиабазы значилось 8 самолётов. 
«1. Аэропланы (монопланы) „Лебедь-12“ с бортовыми номерами 715, 558, 579, 583. Всего четыре единицы, на которых установлены моторы типа „Сальмсон-150НР“.
2. Аэропланы „Вуазен“ (биплан), с авиамотором „Сальмсон-150НР“. (Эти два аэроплана после двух ремонтов на воздухозаводе находятся в настоящее время на аэрополе Горки).
3. Аэроплан „Моска-Бис“, с авиамотором „Рон“, базируется на авиаплощадке Русская Швейцария (Арское поле).
4. Аэроплан „Шнейдер“ с мотором „Даймлер“ (находится на ближнем авиаполе).»
В то же время, летом 1923 года, когда проводился смотр готовности самолётного парка к возможному использованию для пассажирского авиасообщения, на аэродроме Горки в наличии было лишь 4 аэроплана: «Ньюпор Х», «Анасаль» производства одесского завода «Анатра», «Вуазен» и полуразобранный «Лебедь XII».  
В это время из Москвы в Казань был командирован старший инспектор Н. П. Корепко, который оценил состояние 4 вышеуказанных аэропланов, а также провёл аттестацию казанских лётчиков на предмет соответствия их навыков пилотирования требуемому уровню. Аэропланы не были рекомендованы для пассажирских перевозок, но лётчики аттестацию прошли. Среди аттестованных были уполномоченный СНК ТАССР по авиации Николай Бычков (официально считается первым гражданским пилотом в истории Татарстана), Иван Дудалев, Михаил Гаркави.
19 августа 1923 года Николай Бычков и Иван Дудалев на биплане «Ньюпор Х» совершили перелёт в Ижевск, где провели агитацию в поддержку советского воздушного флота. С аэродрома Горки в столицу Вотской автономной области вылетело два аэроплана, но второй из них — моноплан «Анасаль» с Михаилом Гаркави и Евгением Демидовым — пролетел лишь полпути, совершив аварийную посадку.  

### Строительство аэростанции Казань
В 1922 году южнее Казани, недалеко от деревни Горки началось строительство аэростанции (аэродрома). Под неё был отведён участок земли общей площадью 41,22 десятины: пашни — 30,72 десятин; территория, заросшая кустарником — 6,5 десятин; территория, отрезанная у кирпичного завода № 8 при деревне Горки — 4 десятины. Согласно письменному докладу Николая Бычкова от 28 мая 1924 года, в 1922 году была произведена «частичная планировка поверхности и выстроен ангар вместимостью на четыре крупных пассажирских самолёта или до 8-ми самолётов довоенного типа». Стоимость деревянного ангара составила 20 тысяч золотых рублей. Строительство аэростанции планировалось завершить в следующем году, но из-за нехватки финансовых средств эти работы приостановились. 
Строительство аэростанции Казань велось под руководством Николая Бычкова, который был назначен уполномоченным СНК ТАССР по авиации в мае 1922 года. С 1923 года вопросы организации авиасообщения и развития аэродромной инфраструктуры решались во взаимодействии с руководством Российского общества добровольного воздушного флота «Добролёт» — первой в РСФСР авиатранспортной организации, созданной в марте этого же года. Николай Бычков, отвечавший за взаимодействие между СНК ТАССР и «Добролётом», был также назначен уполномоченным данного общества по организации воздушных сообщений в Средне-Волжской районе. Кроме того, он возглавил созданное в 1923 году «Общество друзей воздушного флота» (ОДВФ) Татарстана, занимавшееся пропагандой авиационных достижений и сбором средств на строительство воздушных судов. 
В 1924 году строительство аэростанции Казань возобновилось и велось ускоренными темпами, так как её необходимо было подготовить к началу регулярного авиасообщения с Москвой и Нижним Новгородом. В этом году был проведён ремонт ангара, а также выстроено двухэтажное деревянное здание аэростанции, имевшее 14 комнат. Это было не новое здание. Прежде оно находилось в Казани, но после передачи на баланс СНК ТАССР здание разобрали, перевезли на аэродром и возвели заново. Также было построено бензохранилище вместимостью до 3 тысяч пудов горючего и 500 пудов смазочных материалов, установлены опознавательные знаки и выстроено шоссе до аэродрома.  
Кроме того, в соответствии с договорённостью с «Добролётом» от 1923 года СНК ТАССР взял на себя организацию работ по устройству 5 посадочных площадок между Казанью и Нижним Новгородом — в Покровском, Чебоксарах, Козьмодемьянске, Васильсурске и Лысково. 
А вот метеорологической службы на аэростанции Казань не было, хотя планы по её созданию существовали. «В „Известиях ТатЦИКа“ от 12 мая 1923 года в заметке „Достройка аэродрома“ можно прочесть: „… Намечено выравнить аэродром, построить мастерские, склады для огнеопасных припасов и метеорологическую станцию…“». Официально авиаметеослужба — Авиационное метеорологическое бюро (АМБ) — появилась только в 1934 году в новом аэропорту на Арском поле (его последнее официальное название «Казань-2»), куда в 1931 году перевели аэростанцию Казань.     
Для обслуживания авиалинии Москва — Нижний Новгород — Казань в столицу Татарстана прибыли на постоянное место жительство два лётчика — Николай Иеске и Яков Моисеев. Последний был известен тем, что 15 июля 1923 года открывал своим рейсом первую в истории СССР внутреннюю регулярную авиалинию Москва — Нижний Новгород. В Казани Иеске и Моисееву «был устроен хороший приём. В архиве сохранилось ходатайство Управления делами СНК ТАССР о предоставлении Моисееву и его семье трёхкомнатной квартиры в центре города».

### Открытие аэростанции Казань

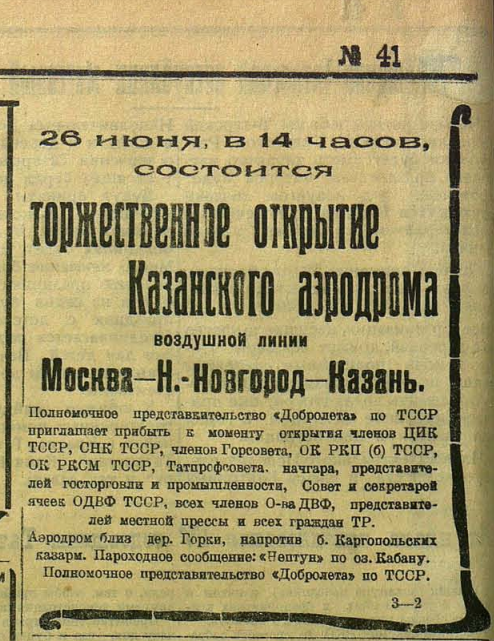
Анонс открытия Казанского аэродрома близ дер. Горки (аэростанции Казань) в газете «Красная Татария» (24 июня 1924)

26 июня 1924 года состоялось торжественное открытие аэростанции Казань в присутствии большого количества людей и официальных лиц во главе с председателем Совета Народных Комиссаров Татарской АССР Хаджи Габидуллиным.
Выступивший на церемонии первый начальник аэростанции Николай Бычков отметил важную роль Казани в рамках дальнейшего развития советской гражданской авиации:
«Дорогие казанцы! Сегодня очень важный день в жизни нашего города и страны. Открытие Казанского аэропорта — это начало создания аэрофлотилии Красного Татарстана. А с открытием нашей аэростанции начала осуществляться идея о создании воздушных сообщений между Западной Европой и Восточной Азией. Уже работает воздушная магистраль Лондон — Париж — Берлин — Москва. В прошлом году „Добролёт“ продлил её до Нижнего Новгорода. А нынче Татарстан продолжил её до Казани. Уверен, что затраченные средства на это великое дело окупятся сторицей: ведь не будем же мы всю жизнь трястись в пыльных вагонах — нам надо мчаться со скоростью ветра. И мы будем строить на наших заводах не только военные самолёты, но и гражданские.»
23 июля 1924 года решением Татарского Центрального Исполнительного Комитета (ТатЦИК) аэростанции Казань было присвоено имя Николая Бычкова, трагически погибшего тремя днями ранее в авиакатастрофе.

### Первые дальние перелёты общества «Добролёт» с промежуточной посадкой на аэростанции Казань
8—15 сентября 1923 года состоялся перелёт по маршруту: Москва — Казань — Екатеринбург — Курган — Омск — Новониколаевск. Он был организован в рамках подготовки к освоению трассы из Москвы до Иркутска. За штурвалом самолёта «Юнкерс» F.13 с бортовым именем «Кукушка» (Kukuch) находился немецкий пилот Георг Ютербок, в состав экипажа также входили второй пилот Пётр Лозовский и бортмеханик Каленин, пассажиром на борту был заместитель председателя правления общества «Добролёт» Игнатий Дзевалтовский. Вылетев из Москвы, самолёт в тот же день — 8 сентября — сел на лётном поле аэростанции Казань.
В январе 1924 года немецкий пилот Георг Ютербок на принадлежащем обществу «Добролёт» самолёте «Юнкерс» F.13 «Моссовет II» совершил перелёт из Москвы в Оренбург, сделав промежуточные посадки в Казани и Самаре. В Оренбурге он катал на самолёте делегатов IV съезда Советов Киргизской АССР, проходившего 5-10 января 1924 года.

### Развитие регулярных авиаперевозок (1924—1931)
Аэростанция Казань использовалась для регулярных полётов самолётами общества «Добролёт».
Подготовка к началу регулярного авиасообщения между Москвой и Казанью (через Нижний Новгород) велась с весны 1924 года. Но ещё до открытия первого регулярного рейса состоялось несколько специальных полётов по этому маршруту.
В частности, 20 мая 1924 года на аэростанции Казань приземлились три самолёта с артистами Московского Художественного академического театра, совершавших гастроли по Поволжью, Кавказу и Крыму. 20-23 мая они дали в городе четыре спектакля, а часть средств от продажи билетов перечислили в пользу Общества друзей воздушного флота.
Первый регулярный рейс по маршруту Москва — Нижний Новгород — Казань с 6 пассажирами и почтовым багажом состоялся 30 июня 1924 года, полёт продолжался 5,5 часов.
В первое время этот маршрут обслуживался самолётом «Юнкерс» F.13. Однако с 15 сентября 1924 года несколько рейсов по этому маршруту сделал самолёт АК-1 с бортовым именем «Латышский стрелок».
В конце июля 1928 года была открыта пассажирская линия Москва — Казань — Свердловск, 1 августа она была продлена до Новосибирска (через Курган и Омск), а 18 сентября — до Иркутска (через Красноярск и Нижнеудинск).
В 1929 году на пассажирских авиалиниях из Казани стали выполняться ночные полёты.
В 1930 году стоимость пассажирского авиабилета из Москвы до Казани составляла 65 рублей, а стоимость перевозки 1 кг багажа — 1 рубль.

### Советские дальние перелёты с промежуточной посадкой на аэростанции Казань (1925—1926)
С 1925 года начинаются так называемые Большие советские перелёты, имевшие целью не только освоение новых трасс, испытание авиатехники, но и установку авиационных рекордов. Некоторые из этих перелётов проходили через Казань.

#### Перелёт Москва — Пекин — Токио (1925)

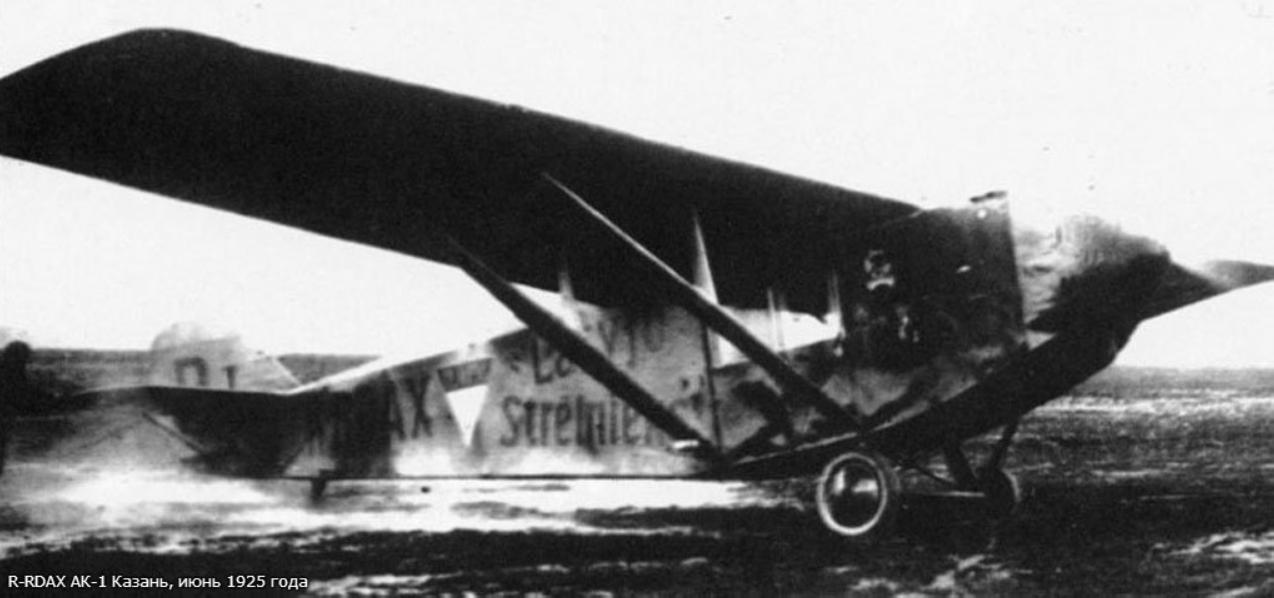
Первый советский пассажирский самолёт АК-1 с бортовым именем «Латышский стрелок» в Казани во время промежуточной посадки при перелёте из Москвы в Пекин (июнь 1925)

В июне 1925 года аэростанция Казань стала местом промежуточной посадки в рамках перелёта Москва — Пекин — Токио. Официальной его целью было «установление культурно-экономических связей с восточными окраинами, проверка воздушного пути на Восток, тренировка личного состава Гражданской авиации и проверка достижений авиапромышленности», а негласной — проверка возможности переброски на Дальний Восток по воздуху авиасоединений. В перелёте приняли участие шесть самолётов: два Р-1 (пилоты Михаил Громов и Михаил Волковойнов), один Р-2 (пилот Аркадий Екатов), один пассажирский АК-1 с бортовым именем «Латышский стрелок» (пилот Аполлинарий Томашевский), два пассажирских «Юнкерса» F.13 с бортовыми именами «Правда» и «Красный камвольщик» (пилоты Иван Поляков и Никита Найдёнов) с представителями прессы и кинооператором на борту. Руководителем перелёта (начальником экспедиции) был Исай Шмидт.
Михаил Громов вспоминал о пребывании участников перелёта в Казани:
«В Казань все прибыли благополучно. Встреча в городе была чрезвычайно многолюдной и торжественной. Этому способствовало предварительное широкое освещение перелёта в печати. Как и на всех других остановках, на следующий день после прилёта — митинг на аэродроме с участием всей экспедиции. Шмидт выступал первым, он был в этой роли на высоте. Его агитаторские и пропагандистские способности воспринимались с большим удовлетворением и вознаграждались дружными аплодисментами. На аэродром стекалось колоссальное количество народа. Особенно трогательным было присутствие крестьян. Некоторым из них приходилось идти 20 — 30 километров, чтобы только взглянуть на самолёты и лётчиков.»
А вот как сообщала о пребывании советских лётчиков в Казани вологодская газета «Красный Север»:
«КАЗАНЬ, 10 июня. Три почтовых биплана, пилотируемые Волковойновым, Громовым и Екатовым, расстояние Москва — Казань, в 750 километров, прошли без посадок. Попадавшиеся дождевые полосы искусственным маневрированием пилотов обходились и самолёты благополучно спустились на казанском аэродроме. Высшая власть Татарской республики во главе с председателем ЦИК и председателем Совнаркома, партийная организация, и рабочие с оркестром музыки радушно встретили прилетевших. В тот же день в 6 час. 30 мин. вечера прилетели самолёты „Правда“, „Красный Камвольщик“ и „Латышский стрелок“. По пути самолёты встретили дождь, но благополучно вышли из него. Расстояние от Нижнего до Казани в 320 километров, прошли в 2 часа 30 минут. Настроение экспедиции бодрое. Вечером состоялся многолюдный митинг. Председатель Совнаркома татарской республики Габидуллин приветствовал в лице начальника экспедиции тов. Шмидта, лётчиков и участников полёта. С ответным приветствием выступил начальник экспедиции тов. Шмидт. Собрание, под аплодисменты, приняло следующую резолюцию: „Мы представители пролетарских организаций Татарской республики, члены Авиахима шлём пламенный привет дружественному нам угнетённому китайскому народу. Мы знаем тяжесть иностранного империализма. Не бойтесь крови — вперёд на борьбу. Да здравствует свободный Китай. 11-го июня рано утром экспедиция вылетает на Сарапул.“

#### Перелёт Москва — Омск — Москва (1926)
24—25 июня 1926 года экипаж в составе пилота Василия Копылова и механика Х. С. Клочко совершил перелёт на самолёте „Юнкерс“ F.13 с бортовым именем „Все в Авиахим“ по маршруту: Москва — Красноуфимск — Курган — Омск (пролетели над Казанью без посадки). Вместе с ними в качестве пассажиров летели двое американских журналистов Линтон Эванс и Эдвард Уэльс, совершавших кругосветное путешествие.
В Омске В. Б. Копылов и Х. С. Клочко задержались на полтора месяца и на протяжении этого времени совершали агитационные полёты по близлежащим районам. Обратно экипаж „Юнкерс“ F.13 вылетел ночью 16 августа и вечером того же дня вернулся в Москву, совершив лишь одну промежуточную посадку в Казани и преодолев почти 2 700 км.
„Вылетев из Омска 16 августа, в 12 час. 22 мин. ночи, самолёт под управлением тов. Копылова прошёл в 4 ч. 45 м утра без посадки над Курганом, спустился в 12 час. 30 мин. дня в Казани, пробыв в воздухе на участке Омск — Казань (расстоянием в 1.820 клм.) без спуска 12 час. 8 мин.; продолжив после тридцатиминутной остановки в Казани полёт, самолёт благополучно снизился на московском аэродроме в 18 ч. 50 м, проделав этап Казань — Москва, расстоянием 795 клм. без спуска в 5 час. 10 мин.“

### Советские дальние агитационные перелёты с промежуточной посадкой на аэростанции Казань
Агитационные перелёты или агитоблёты осуществлялись по территории СССР по круговому маршруту в целях проведения „агитационной кампании вокруг достижений Общества в деле содействия обороне и авиационно-химическому строительству нашего Союза, воздушных октябрин актива Авиахима и популяризации Всесоюзной авиационной лотереи“.
В феврале 1925 года аэростанция Казань стала местом промежуточной посадки самолёта „Юнкерс“ F.13, совершавшего агитационный перелёт протяжённостью почти 10 тыс. км по круговому маршруту: Москва — Казань — Уфа — Пермь — Вятка — Великий Устюг — Вологда — Москва . Этот перелёт состоялся по инициативе Общества друзей воздушного флота. За штурвалом самолёта находился военлёт Василий Копылов.
В январе — марте 1927 года экипаж в составе пилота В. Б. Копылова и механика Х. С. Клочко на самолёте „Юнкерс“ F.13 с бортовым именем „Все в Авиахим“ совершил агитационный перелёт протяжённостью около 16 тыс. км по круговому маршруту: Москва — Владимир — Иваново-Вознесенск — Нижний Новгород — Казань — Ижевск — Пермь — Вятка — Вологда — Петрозаводск — Ленинград — Москва. Его сопровождал член Центрального совета Осоавиахима А. П. Эйзнер. В каждом пункте участники агитперелёта останавливались на несколько дней, вели агитацию и совершали полёты с пассажирами по окрестным населённым пунктам.

### Дальние перелёты иностранцев с промежуточной посадкой на аэростанции Казань
В августе 1925 года в Казани совершили посадку японские пилоты Абэ Хироси и Кавати Кадзухико с механиками Катагири и Синовара, летевшие на двух самолётах „Бреге“ Br.19А2 с бортовыми именами „Хацукадзэ“ (Первый ветер) и „Косикадзэ“ (Восточный ветер). Они совершали трансконтинентальный перелёт, организованный издательством „Асахи Симбун“. 26 июля японцы вылетели из Токио и, минуя ряд городов, в том числе Харбин, Читу, Иркутск, Красноярск, Ачинск, Новониколаевск, Курган, добрались до Казани. Причём, из-за низкой облачности японцы не смогли с первого раза преодолеть дистанцию от столицы Татарстана до Москвы и прибыли туда 23 августа в 8 часов вечера, покрыв расстояние в 9656 километров за 67 часов лётного времени. Далее их путь лежал в Кёнигсберг, Берлин, Париж, Лондон и Рим.
В июне 1926 года аэростанция Казань стала местом промежуточной посадки авиаторов датского армейского авиационного корпуса, следовавших на самолёте „Фоккер“ C.Vb с бортовым именем „Danmark“ (Дания) по маршруту: Токио — Мукден — Харбин — Чита — Иркутск — Красноярск — Новосибирск — Омск — Курган — Казань — Москва — Кёнигсберг — Копенгаген (протяжённость — 12 тыс. км). В составе экипажа находились пилот капитан Андерс Ботвед и бортмеханик лейтенант Ольсен. Этот перелёт был завершающей частью более длинного кольцевого маршрута с целью испытания возможностей самолётов „Фоккер“ C.Vb. Он начинался в Копенгагене и следовал до Токио через несколько городов, в том числе Берлин, Константинополь, Багдад, Бомбей, Рангун, Бангкок, Шанхай (из двух стартовавших в Копенгагене самолётов „Фоккер“ C.Vb до Токио долетел лишь один).
В июле 1926 года по инициативе немецкого акционерного общества „Люфтганза“ был организован трансконтинентальный перелёт из Берлина в Пекин на двух трёхмоторных самолётах „Юнкерс“ G24 с бортовыми номерами и именами D 901 „Tyr“ и D 903 „Hera“. Цель перелёта — организация коммерческого авиасообщения между Европой и Китаем через СССР. Возглавил перелёт доктор Роберт Кнаус, в состав экспедиции также вошли представитель „Люфтганзы“ фон Винтерфелд, пилоты Карл Шнебеле и Адольф Дольди, механики Штайбель и Ридель, а с советской стороны — пилоты И. Ф. Козлов и П. Ф. Кудрявцев. Маршрут перелёта был следующий: Берлин — Смоленск — Москва — Казань — Сарапул — Красноуфимск — Курган — Петропавловск — Омск — Барабинск — Новосибирск — Красноярск — Иркутск — Чита — Харбин — Мукден — Пекин. Из Берлина самолёты вылетели 24 июля, из Москвы — 25 июля, в Иркутск прибыли 29 июля, но из-за визовых проблем до Пекина добрались лишь 30 августа. Обратный перелёт по тому же маршруту состоялся 8—26 сентября 1926 года.
В августе — сентябре 1926 года аэростанция Казань дважды становилась местом промежуточной посадки авиаторов польских ВВС, следовавших на самолёте „Бреге“ Br.19А2 по маршруту: Варшава — Москва — Казань — Омск — Красноярск — Чита — Харбин — Мукден — Сеул — Токио (27 августа — 5 сентября) и обратно (11—25 сентября). Общая протяжённость маршрута в оба конца составила 22,6 тыс. км. В составе экипажа находились пилот Болеслав Орлинский и бортмеханик Леон Кубяка.
В июне 1927 года французские пилоты Дьедон Косте и Жорж Риньо на самолёте „Бреге“ Br.19GR пытались установить новый рекорд дальности в рамках беспосадочного перелёта по маршруту Париж — Чита. 4 июня они вылетели из столицы Франции, но после 30 часов полёта из-за плохих погодных условий были вынуждены приземлиться около Нижнего Тагила. Возвращаясь обратно в Париж, они делали промежуточные посадки, в том числе вынужденные: „8 июня французы вылетели обратно по маршруту Казань — Москва. По пути в Казань из-за крайне неблагоприятных погодных условий им вновь пришлось совершить посадку в районе станции Сосновка (вероятно, Кировской области).“.
11—18 августа 1927 года ещё один французский экипаж в составе пилота Пьера Вейса и бортмеханика Жана Ассолана на самолёте „Потэ“ 25 совершил перелёт по кольцевому маршруту по Восточной Европе. Вылетев из Парижа, они с промежуточными посадками в Кракове, Одессе и Ростове-на-Дону достигли 14 августа Казани. На следующий день они продолжили перелёт и, совершив промежуточные посадки в Москве, Минске, Варшаве, Познани, Праге, вернулись в Париж. За семь суток французы покрыли расстояние в 8550 км, находясь в полёте в общей сложности 47 часов 30 минут.
В августе — сентябре 1927 года на самолёте „Летов“ S-16 совершил дальний перелёт из Праги в Токио чехословацкий экипаж в составе пилота Ярослава Скалы и механика Матея Тауфера. Из-за многочисленных технических неисправностей их перелёт затянулся: из Праги они вылетели 8 августа, но в Токио прибыли лишь 4 сентября. По пути чехословацкий экипаж совершил промежуточные посадки в Смоленске, Москве (здесь задержались на 9 дней), Казани (здесь находились 19 или 20 августа), Омске, Красноярске, Чите, Мукдене, Тэгу, Хиросиме, Осаке. На обратном пути из-за аварии их полёт завершился в 119 км западнее Красноярска.
В июне — июле 1928 года американский журналист Джон Мирс установил мировой рекорд скорости в кругосветном путешествии, преодолев значительную часть пути на самолётах. Стартовав 28 июня из Нью-Йорка, он достиг французского Шербура. Отсюда 5 июля Джон Мирс вылетел на самолёте „Фэйрчайлд“ FC-2W с бортовым именем „The City of New York“ (Город Нью-Йорк) в Токио, совершив по пути промежуточные посадки в Париже, Кёльне, Берлине, Кёнигсберге, Смоленске, Москве, Казани, Кургане, Новосибирске, Красноярске, Чите, Мукдене, Пхеньяне, Осаке. За штурвалом самолёта находился американский пилот Чарльз Кольер. Своё путешествие Джон Мирс завершил в Нью-Йорке 22 июля.
Летом 1928 года немецкое акционерное общество „Люфтганза“ вновь решило вернуться к теме освоения авиатрассы из Германии в Японию и Китай через территорию СССР. С этой целью был инициирован перелёт Берлин — Иркутск на новом пассажирском самолёте „Юнкерс“ W.33 с бортовым именем „Ural“ (Урал). В экипаж входили пилот Эрих Альбрехт и бортмеханик Фриц Айхентопф, в качестве пассажира с ними летел член правления „Люфтганзы“ Иоахим фон Шрёдер.
«Немецкая пресса сообщала: "27 августа самолёт вылетел из Берлина и через Москву — Казань — Свердловск — Курган — Омск — Красноярск прилетел в Иркутск, где сделал посадку 30 августа. На Байкальском озере самолёт оставался только 3 часа, затем пустился в обратный путь. По тому же пути… «Урал» через три с половиной дня вернулся в Берлин. При общей продолжительности полета в 76 часа 15 минут на расстоянии Берлин — Иркутск — Берлин 12 300 км достигнута была средняя скорость 180 км в час!».
8 сентября 1928 года из Берлина вылетел второй самолёт «Люфтганзы», который проделал тот же путь примерно с той же средней скоростью, что и первый самолёт. Впрочем, несмотря на успешные перелёты, намерения «Люфтганзы» открыть регулярное авиасообщение по маршруту Берлин — Москва — Пекин так и остались нереализованными.
13—22 июля 1930 года итальянский экипаж в составе пилота Франческо Ломбарди и бортмеханика Капанини на легкомоторном самолёте «Фиат» AS.1 совершил перелёт по маршруту: Верчелли — Вена — Варшава — Смоленск — Москва — Казань (16 июля) — Свердловск — Курган — Омск — Новосибирск — Красноярск — Нижнеудинск — Иркутск — Верхнеудинск — Чита — Харбин — Мукден — Сеул — Хиросима — Токио.
20—30 августа 1930 года японский пилот Сэйдзи Ёсихара на спортивном самолёте «Юнкерс» A50 Junior совершил перелёт по маршруту: Берлин — Кёнигсберг — Смоленск — Москва — станция Сейма — Казань (22 августа) — Свердловск — Омск — Новосибирск — Красноярск — Нижнеудинск — Верхнеудинск — Чита — Харбин — Сеул — Осака — Токио. Он находился в воздухе 79 часов 58 минут, преодолев 11 404 км.
29 мая — 31 августа 1931 года японский экипаж в составе Ретаро Кумакава и Моритаку Куримура на самолёте «Исикавадзима» R-3 совершил длительный перелёт из Японии в Италию. Он был организован токийским университетом Хосэй при поддержке издательства «Асахи Симбун». Вылетев из Токио и достигнув СССР, японцы далее с промежуточными посадками в Чите, Иркутске, Верхнеудинске, Красноярске, Новосибирске, Омске, Кургане, Красноуфимске достигли 25 июня Казани. Отсюда они вылетели на следующий день, совершив аварийную посадку около Гороховца. Здесь их самолёт был разобран, затем доставлен в Москву, там его восстановили, после чего японцы продолжили свой путь по Европе.
28 июля — 5 августа 1931 года известная английская лётчица Эмми Джонсон с инженером Джеком Хамфрисом совершили перелёт на самолёте «Де Хевилленд» DH.80 Puss Moth из Англии в Японию по маршруту: Лимпн — Берлин — Москва — Казань (29 июля) — Свердловске — Омск — село Тяжино — Иркутск — Верхнеудинск — Чита — Хайлар — Харбин — Токио. Они преодолели это расстояние за 8 дней 22 часа 7 минут, установив тем самым новый рекорд времени на дистанции из Англии в Японию (предыдущий рекорд — 15 дней). В Англию Эмми Джонсон и Джек Хамфрис вернулись тем же путём.
18—29 августа 1931 года немецкая лётчица Марга фон Эцдорф на самолёте «Юнкерс» A.50 Junior совершила перелёт из Берлина в Токио, совершив по пути несколько промежуточных посадок, в том числе в Кёнигсберге, Москве, Нижнем Новгороде, Казани, Новосибирске, Иркутске.

### Перенос аэростанции на Арское поле
К началу 1930-х годов стала очевидна ограниченность аэростанции Казань, не имевшей возможности для территориального расширения и развития. Поэтому было принято решение о строительстве нового аэродрома на Арском поле к востоку от города. В 1931 году здесь начинаются изыскательские работы, а вскоре и строительство новой аэростанции. И в этом же году новый аэродром начинает принимать самолёты, несмотря на то что его строительство завершилось только в 1933 году.
С этого времени аэростанция Казань прекращает свою работу.

## Авиапроисшествия
20 июля 1924 года во время празднования дня авиации в Казани при выполнении показательного полёта потерпел аварию самолёт Ньюпор-10, задевший при посадке колёсами забор с колючей проволокой. За штурвалом находился Николай Бычков, а в качестве пассажира — член Общества друзей воздушного флота А. М. Чигвинцев. На момент аварии оба были живы, но позже скончались. 23 июля их похоронили на Братском кладбище в Казани (могилы не сохранились).
В 1941 году примерно в 1,5 километрах к югу от места расположения уже закрытой аэростанции Казань, в лесу около Архиерейской дачи потерпел аварию самолёт Г-2 (гражданская версия тяжёлого бомбардировщика ТБ-3).
«22 октября 1941 года из-за плохой видимости при тумане совершил вынужденную посадку на лес в 6 км от аэродрома Казань самолёт Г-2 Л-1495 (ТБ-3 заводской номер 22506) из состава 8-й авиационной эскадрильи Московской авиагруппы особого назначения, пилотируемый командиром корабля Веховым. В результате посадки самолёт разбит, подлежит списанию, экипаж 5 человек и 3 пассажира живы.» (Илья Прокофьев)

## Начальники аэростанции Казань
За всё время существования аэростанции Казань ею руководители пять начальников.
| Список начальников аэростанции Казань (1924—1931) | Список начальников аэростанции Казань (1924—1931) | Список начальников аэростанции Казань (1924—1931) |
| Фамилия, имя, отчество                            | Период руководства                                | Причина оставления должности                      |
| ------------------------------------------------- | ------------------------------------------------- | ------------------------------------------------- |
| Бычков Николай Михайлович (1893—1924)             | 26 июня — 20 июля 1924                            | Гибель от последствий авиационной аварии          |
| Демидов Евгений Петрович                          | 1 августа 1924 — сентябрь (?) 1928                | Перевод на работу в Москву                        |
| Бугаев В. Д.                                      | 1928 — конец 1930                                 | —                                                 |
| Саляев Сергей Иванович                            | конец 1930—1931                                   | —                                                 |
| Обломов Иван Никитович                            | 1931                                              | —                                                 |